# Park Narodowy Willi Willi
Willi Willi (Willi Willi National Park) – park narodowy położony w stanie Nowa Południowa Walia w Australii, około 325 km  od Sydney.
Park jest częścią rezerwatu Gondwana Rainforests of Australia, wpisanego na listę światowego dziedzictwa UNESCO.